# هارت، کانتی دورام
هارت (به انگلیسی: Hart) یک روستا و محله مدنی در بریتانیا است که در Hartlepool واقع شده‌است. هارت ۷۷۱ نفر جمعیت دارد.